# Kheiron
Pour les articles homonymes, voir Tabib.
Manouchehr Tabib, dit Kheiron, est un humoriste, acteur, scénariste, metteur en scène et réalisateur franco-iranien, né le 21 novembre 1982 à Téhéran en Iran.

## Biographie

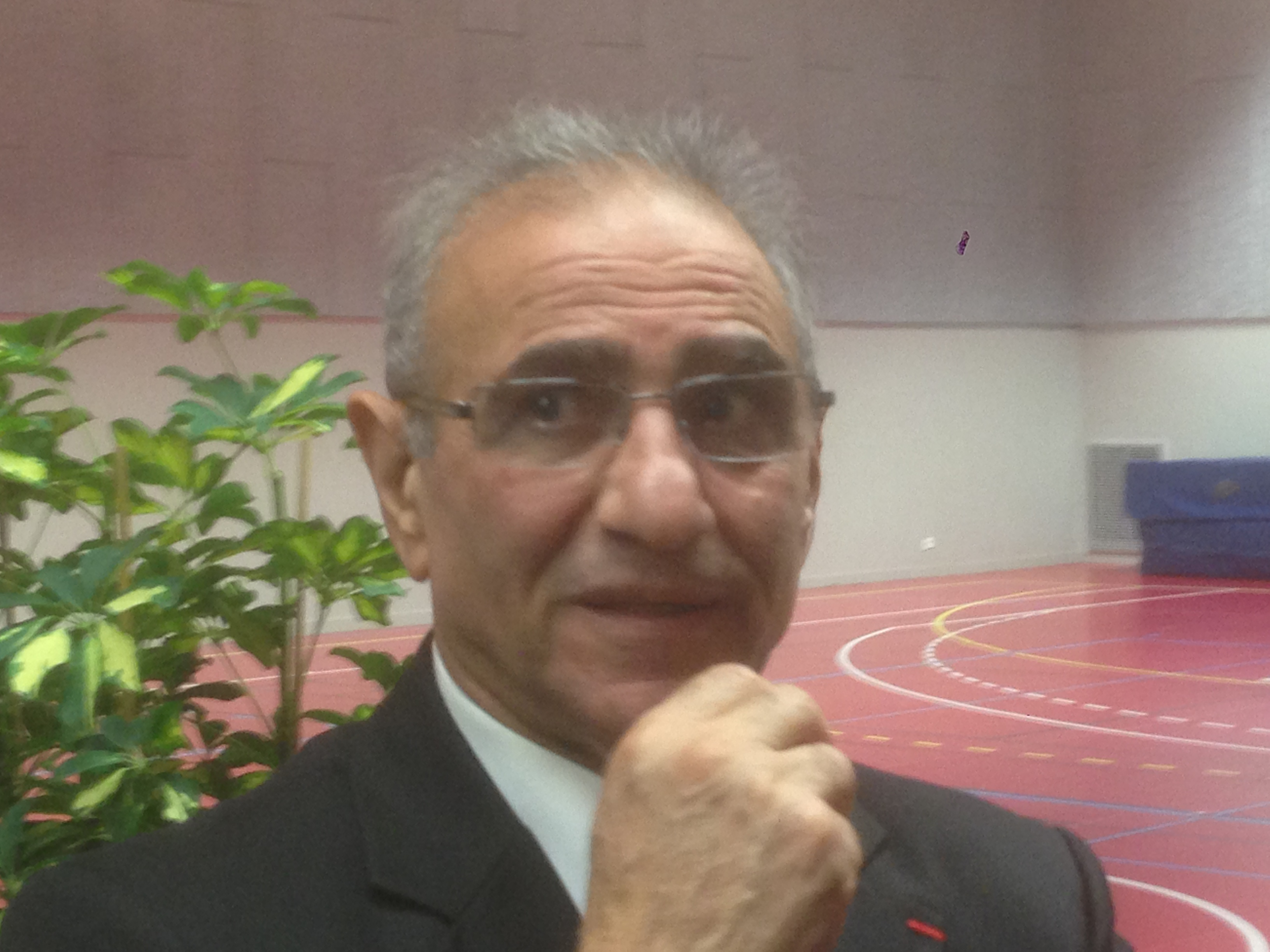
Hibat Tabib, son père, dont il raconte l'histoire dans son premier film, Nous trois ou rien.

### Enfance
Manouchehr Tabib naît le 21 novembre 1982, à Téhéran. Il est le fils de Hibat Tabib, avocat iranien, auteur de livres de sociologie et expert européen « violence et médiation » et de Fereshteh Tabib, militante au sein de l'association Femme dans la cité et cheffe de projet “politique de la ville”. Sa famille fuit le pays en janvier 1984.
Tout en se destinant à une vie artistique, Kheiron travaille durant quatre ans en tant qu'éducateur. À Pierrefitte-sur-Seine, il participe à un projet initié par son père pour aider les élèves « décrocheurs » à renouer avec l'école,,,.

### Carrière
Il se dit inspiré des humoristes Jerry Seinfeld, Dave Chappelle, Eddie Izzard et Chris Rock.
En 2011, il crée avec des amis humoristes (notamment Kyan Khojandi et Navo) le Bordel Club, un laboratoire de la blague.
Le Bordel Club n'est que le premier plateau d'humoristes créé et présenté par Kheiron. Suivent la Punchlive au Tabu, le Comedy Strip au théâtre de Dix heures et depuis octobre 2014 le Klub, au Sentier des Halles.
Kheiron obtient le second rôle de la mini-série Bref avec le personnage nommé Kheiron. Cette série est diffusée dans l'émission Le Grand Journal de Canal+ entre août 2011 et juillet 2012,,.
En 2012, il se produit sur scène dans Libre Éducation, son stand-up d'improvisations, d'abord au théâtre de Dix heures, puis à L'Européen,,, et enfin à l'Alhambra de janvier à mai 2014.
Kheiron détient le record de longévité et d'affluence au théâtre de l'Européen à Paris (18 mois).
Le 27 mars 2013, Kheiron officialise son premier EP de rap (7 titres) sur le site My Major Company, sorti le 20 avril 2015.
Le 4 novembre 2015 sort un premier long-métrage dont il est le réalisateur, le scénariste et l'interprète principal (premier rôle avec Leïla Bekhti), Nous trois ou rien, qui raconte l'histoire de ses parents depuis leur jeunesse en Iran, leur résistance au régime du shah puis à celui de l'ayatollah Khomeini, jusqu'à leur arrivée en France, et leur prise à bras le corps des problèmes sociaux en région parisienne. Le film réalise plus de 600 000 entrées.
Le 23 mars 2017, il est fait chevalier des Arts et des Lettres.
En 2018, sa nouvelle réalisation, Mauvaises Herbes sort. Il y est aussi acteur aux côtés de Catherine Deneuve et André Dussollier entre autres. Le film est un nouveau succès critique.
Depuis 2019, il met des extraits de ses sketchs sur la plateforme de vidéo Youtube.
En 2020, il fait partie du jury de l'émission Le Grand Oral, diffusée sur France 2.
En 2020, sort, sur Amazon Prime Video, son troisième long-métrage où il est encore devant et derrière la caméra, Brutus vs César avec notamment Thierry Lhermitte et Ramzy Bedia. Contrairement à ses deux premiers films, celui-ci reçoit un accueil catastrophique de la presse et du public.

## Spectacles
Kheiron, en observation de Kheiron
- 2011 au Théâtre Montmartre Galabru, Paris

Kheiron, Libre éducation de Kheiron
- 2012 au Théâtre de Dix Heures, Paris
- 2012-2013 à L'Européen, Paris
- 2014 à L'Alhambra, Paris
- 2016 au République, Paris
- 2017 au Splendid, Lille

60 Minutes avec Kheiron de Kheiron
- 2016-2017 à l'Européen, Paris
- 2017 en tournée, Herblay, Aulnay sous Bois, Château-Gontier, Saint-Maurice, Enghien-Les-Bains, Lille, Bordeaux, Rouen, Deauville
- 2018 à l'Européen, Paris
- 2019 en tournée

## Filmographie
Sauf indication contraire, les informations mentionnées dans cette section peuvent être confirmées par les bases de données cinématographiques IMDb et Allociné,  présentes dans la section « Liens externes ».

### Acteur

#### Télévision
- 2011-2012 : Bref (série télévisée) de Kyan Khojandi et Bruno Muschio : Kheiron (13 épisodes)
- 2013 : Enfin te voilà ! (série télévisée), épisode 1
- 2025 : Bref. (série télévisée), saison 2, de Kyan Khojandi et Bruno Muschio : Kheiron (épisode 1 : Bref, tout redémarre)

#### Cinéma
- 2013 : Les Gamins d'Anthony Marciano : Reza Sadeki
- 2015 : Nous trois ou rien de lui-même : Hibat Tabib
- 2018 : Mauvaises Herbes de lui-même : Wael
- 2020 : Brutus vs César de lui-même : Brutus

### Réalisateur
- 2015 : Nous trois ou rien
- 2018 : Mauvaises Herbes
- 2020 : Brutus vs César

### Scénariste
- 2015 : Nous trois ou rien de lui-même
- 2018 : Mauvaises Herbes de lui-même
- 2020 : Brutus vs César de lui-même
- 2020 : Boutchou d'Adrien Piquet-Gauthier

### Producteur
- 2020 : Brutus vs César de lui-même (producteur associé)
- 2020 : Boutchou d'Adrien Piquet-Gauthier (producteur associé)

## Discographie
- 2014 : Entre vos mains

## Distinctions
Sauf indication contraire, les informations mentionnées dans cette section peuvent être confirmées par les bases de données cinématographiques IMDb et Allociné,  présentes dans la section « Liens externes ».

### Récompenses
- Festival international du film de Tokyo 2015 : prix spécial du jury
- Festival du film de Munich 2016 : prix du public

### Nomination
- César 2016 : meilleur premier film